# Kilskrift

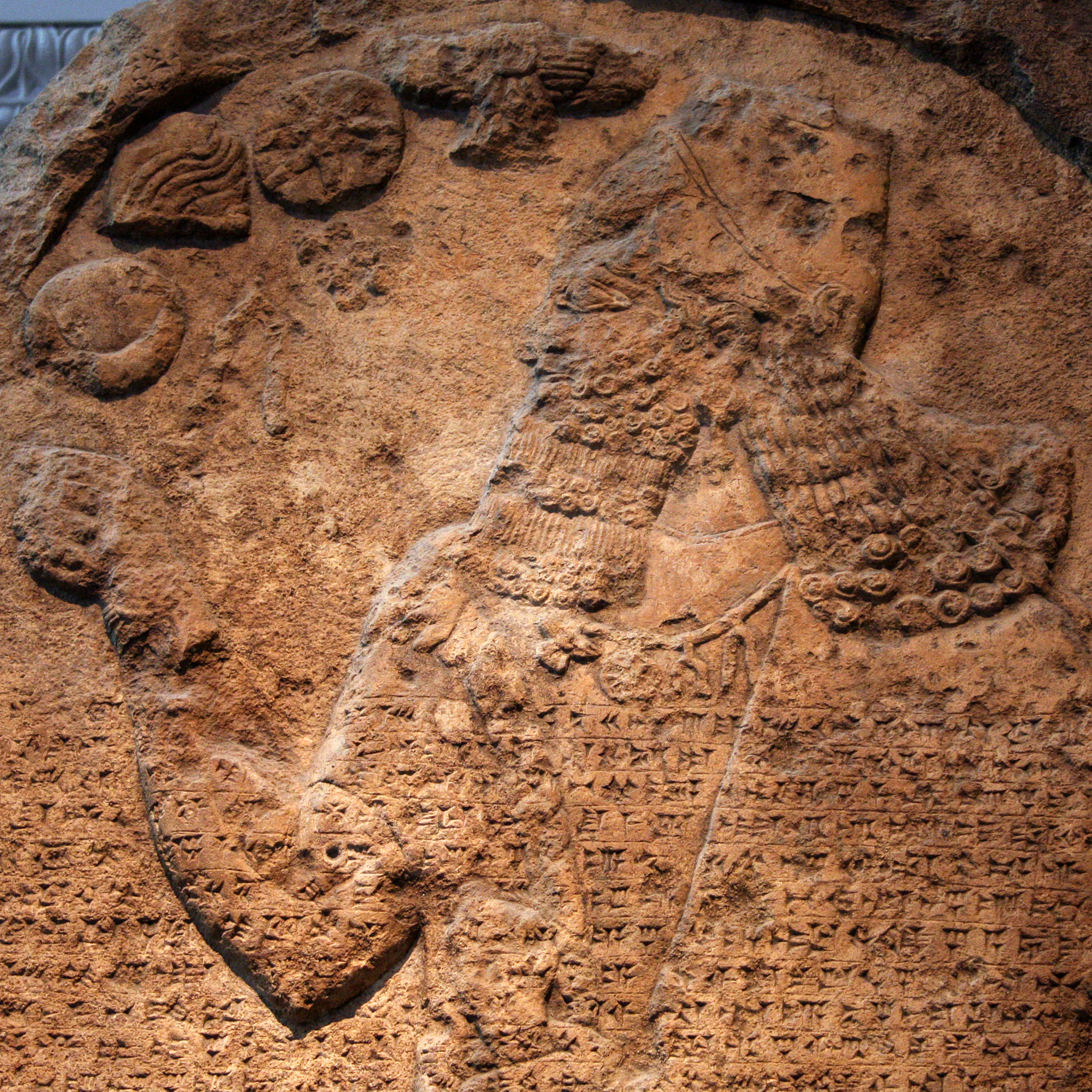
Kilskrift från omkring 852 f. Kr. på Kurkh-monoliten, vilken föreställer Shalmaneser III.

Kilskrift kallas den ord- och stavelseskrift som var det vanligaste skriftsystemet i Främre Orienten under perioden från cirka 3200 f.Kr. till cirka 75 e.Kr och som skrevs med kilformade tecken, oftast på lertavlor. Skriften användes i Mesopotamien av bland andra sumerer, babylonier, kaldéer, assyrier, araméer, elamiter och hettiter för att skriva sina olika språk och bredde ut sig över stora delar av Främre Asien, och Mindre Asien. Dessutom användes lertavlorna ännu för den kretensisk-minoiska skriften och i det förhistoriska Grekland.

## Historik
Kilskriften uppkom i det sumeriska området i södra Mesopotamien efter flera årtusenden av förstadier i form av små lerfigurer som representerade föremål. De standardiserade kilskriftstecknen var ursprungligen piktogram, det vill säga de föreställde bilder, men med tiden blev dessa bilder stiliserade till oigenkännlighet. Skriften bestod av cirka 600 tecken och bildades genom kilformade intryckningar i tavlor av mjuk lera som sedan torkades eller brändes så att de blev hållbara. Ett kilskriftstecken kunde ha tre olika funktioner beroende på sammanhanget: logogram (återger ett ord), fonogram (återger en stavelse) eller determinativ (klassificerar det skrivna ordet). Exempel på kilskriftssystem helt baserade på fonogram finns dock; sådana utvecklades i Ugarit (alfabetiskt) och i Persien.
Många språk skrevs med sumeriskt kilskriftsystem såsom, förutom sumeriska, akkadiska, elamitiska, hettitiska, luviska, hurritiska, urarteiska och eblaitiska samt påverkade utvecklingen av kilskriftssystem helt baserade på fonogram för ugaritiskan och fornpersiskan.
Dechiffrerandet av kilskriften under första hälften av 1800-talet lade grunden till det vetenskapliga ämnet assyriologi.

Fornpersisk kilskrift, inledningen till den första Behistuninskriften
De språk, som främst använde kilskrift som uttrycksmedel, är sumeriska och assyro-babyloniskan. Det sistnämnda är ett rent semitiskt språk och är den äldsta semitiska språkgren man känner till. Assyro-babyloniskan avviker från andra semitiska språk därigenom, att man läser från vänster till höger, ej från höger till vänster, som till exempel arabiska och hebreiska. Såsom det äldsta kända semitiska språket uppvisar det den minsta grammatikaliska utvecklingen. Under de 2 000 år eller mer, som vi kan följa språkets utveckling, sker åtskilliga med jämförelsevis ringa förändringar i dess uppbyggnad och användning.
Själva grammatiken är enkel. Svårigheterna vid studiet av detta språk och dess litteratur ligger i skriftecknens mängd (omkring 700 enkla kilskriftstecken), deras skiftande former, mångfaldiga betydelser, ideografiska skrivsätt samt rikedomen på ord och speciella termer. Ett ord kan således betecknas på flera olika sätt. Så kan till exempel verbformen inna-din betecknas med ett enda ideogram, innadin, eller skrivas med stavelsetecken, till exempel i-na-din, i-na-di-in, i-na-ad-din, i-na-ad-di-in, i-nad-din, i-nad-di-in, in-na-ad-din, in-na-ad-di-in, in-nad-din, in-nad-di-in, med flera.
Assyro-babyloniskan är fattig i synnerhet på tempus-beteckningar. Den har egentligen endast två, ett perfektum eller preteritum, som betecknar fullbordad handling och som även användes som historiskt tempus, samt ett imperfekt, som betecknar ofullbordad handling och som användes även som futurum. Men språket har å andra sidan ett för detsamma egendomligt och utmärkande tempus, permansiv, som betecknar egenskap eller tillstånd. Det äldre språket, särskilt på Hammurabis tid, har bestämda kasus-ändelser, även mimation (tillägg av suffixet -m), men dessa vacklar eller bortfaller alldeles under språkets senare skeden.